# Heroes to Zeros
Albums de The Beta Band
Hot Shots II
(2001) The Best of The Beta Band
(2005)
Heroes to Zeros est un album de The Beta Band, sorti en 2004.

## L'album
Il fait partie des 1001 albums qu'il faut avoir écoutés dans sa vie. 

### Titres
Tous les titres sont de Richard Greentree. 
1. Assessment (4:34)
2. Space (3:59)
3. Lion Thief (3:27)
4. Easy (2:32)
5. Wonderful (4:39)
6. Troubles (2:34)
7. Out-Side (4:06)
8. Space Beatle (3:41)
9. Rhododendron (1:36)
10. Liquid Bird (3:23)
11. Simple (3:47)
12. Pure For (3:55)

### Musiciens
- Pete Fry: trombone
- Neil Martin : trompette
- Pete Gainey : saxophone
- Dominic Pecher : violoncelle
- Alex Lyon : alto
- Ben Lee, Ruston Pomeroy : violon